# Jothopogon leucomallus
Jothopogon leucomallus là một loài ruồi trong họ Asilidae. Jothopogon leucomallus được Loew miêu tả năm 1871. Loài này phân bố ở vùng Cổ Bắc giới và châu Á.